# 中国荔枝博览馆
中国荔枝博览馆，是中国目前唯一以荔枝为主题的“国字号”博物馆，集历史渊源、文化知识及休闲旅游于一身，位于中国广东省高州市根子镇的国家荔枝种质资源圃内，占地面积33亩，其中主馆占地面积1800平方米，建筑面积4720平方米，外观为仿唐代建筑设计，并设置700多米空中观光栈道连接3个户外观景亭，让游客可更亲近观赏荔枝生长。

## 历史
2018年7月，茂名市荔枝国家现代农业产业园经批准创建国家荔枝种质资源圃项目，保存、鉴定、隔离、展示全世界的荔枝种质资源，把其中的一项职能展示圃扩展为展示区对外开放，中国荔枝博览馆则作为国家荔枝种质资源圃展示区的其中一部分，总投资2300万元人民币，于2020年动工建设，建设周期为2年。
2021年4月，主体工程建成，由清华大学建筑设计研究院设计布展，并公开面向全国荔枝产区征集展品。
2022年5月29日，中国荔枝博览馆正式开馆。

## 馆内分布
博览馆馆名由高州籍书法家、原中国书法家协会副主席陈永正题写，划分为品种展示、文化推介等功能区，品种展示区设综合馆、广东馆、广西馆、福建馆、四川馆、云南馆、台湾馆和外国馆等，承担荔枝千年古树保护、名人栽培植株管理、全球种质资源展示等功能；文化推介区承担荔枝文化宣传、青少年科普教育、休闲娱乐、荔枝及各类水果加工品和文化创意产品销售等功能。
博览馆主体建筑共三层，一层设有荔史、荔事、荔知、荔人、荔业五个展厅，二层设有荔韵、荔梦两个展厅和3个多媒体展示厅，并可沿与展厅相连的700米长的空中栈道，进入国家荔枝种质资源圃的18个产区荔枝实景展示，其中的100米玻璃栈道提供高空俯瞰荔枝林的视角。资源圃设置了3个观景亭，经征名活动分别定名荔源亭、荔兴亭、荔颂亭，牌匾字体由广东省书法协会常务副主席兼秘书长颜奕端书写。

### 展厅
博览馆设有7个常设主题展厅，包括：
- 荔史：介绍荔枝的起源、演进、种植史以及种植技术发展。
- 荔事：展示与荔枝相关的民间传说、名人轶事、历史典故和文化活动。
- 荔知：通过多媒体展示、实物模型和互动体验，展示荔枝的生物学特性、栽培技术、保鲜储运等科学知识。
- 荔人：聚焦荔枝产业发展中的贡献者，如历代荔枝种植者、农业专家与果农。
- 荔业：展示荔枝产业链的现代化成果，如各种荔枝深加工产品。
- 荔韵：展示与荔枝相关的书法、绘画、雕塑、摄影、手工艺品等艺术作品。
- 荔梦：利用VR技术模拟荔枝种植全流程，令参观者沉浸式体验荔枝从生长到收获的过程。

## 开放时间
- 周二至周日9:00-12:00、14:30-17:30，逢周一闭馆。
- 免费开放。

## 公共交通
- 茂名公交411路-中国荔枝博览馆站
- 茂名城际公交G3线（已停运）-高州荔枝主题公园站